# Ameletus edmundsi
Ameletus edmundsi är en dagsländeart som beskrevs av Zloty 1996. Ameletus edmundsi ingår i släktet Ameletus och familjen Ameletidae. Inga underarter finns listade i Catalogue of Life.